# Lista odcinków serialu Ostatni prawdziwy mężczyzna
Poniżej znajduje się lista odcinków serialu telewizyjnego Ostatni prawdziwy mężczyzna – emitowanego przez amerykańską stację telewizyjną  ABC od 11 października 2011 roku do 31 marca 2017 roku. Od siódmego sezonu serial jest emitowany przez FOX. W Polsce jest emitowany na kanale  Fox Polska od 22 sierpnia 2012 roku .
| Sezon | Odcinki      | Oryginalna emisja    | Oryginalna emisja | Oryginalna emisja    | Oryginalna emisja |
| Sezon | Odcinki      | Premiera sezonu      | Finał sezonu      | Premiera sezonu      | Finał sezonu      |
| ----- | ------------ | -------------------- | ----------------- | -------------------- | ----------------- |
| 1     | 1–24 (24)    | 11 października 2011 | 8 maja 2012       | 22 sierpnia 2012     | 7 listopada 2012  |
| 2     | 25–42 (18)   | 2 listopada 2012     | 22 marca 2013     | 23 października 2013 | 6 listopada 2013  |
| 3     | 43–64 (22)   | 20 września 2013     | 25 kwietnia 2014  | 12 lutego 2015       | 26 lutego 2015    |
| 4     | 65–86 (22)   | 3 października 2014  | 17 kwietnia 2015  | 5 października 2015  | 3 listopada 2016  |
| 5     | 87–108 (22)  | 25 września 2015     | 22 kwietnia 2016  | 19 lipca 2016        | 28 września 2016  |
| 6     | 109–130 (22) | 23 września 2016     | 31 marca 2017     | 4 lipca 2017         | 17 lipca 2017     |
| 7     | 131–152 (22) | 28 września 2018     | 10 maja 2019      | 7 stycznia 2019      | 17 maja 2019      |
| 8     | 153–173 (21) | 2 stycznia 2020      | 30 kwietnia 2020  | 27 kwietnia 2020     | 25 maja 2020      |

## Sezon 1 (2011-2012)
Premierowe odcinki pierwszego sezonu Ostatniego prawdziwego mężczyzny był nadawane od 22 sierpnia 2012 roku na kanale Fox Polska.
| Nr | #  | Tytuł                                                       | Reżyseria    | Scenariusz                           | Premiera ABC         | Premiera Fox Polska  | Kod produkcji |
| -- | -- | ----------------------------------------------------------- | ------------ | ------------------------------------ | -------------------- | -------------------- | ------------- |
| 1  | 1  | Będzie po mojemu Pilot                                      | John Pasquin | Jack Burditt                         | 11 października 2011 | 22 sierpnia 2012     | 1ATP79        |
| 2  | 2  | Bezpieczne dla dziecka Last Baby Proofing Standing          | John Pasquin | Linda Videtti Figueiredo             | 11 października 2011 | 22 sierpnia 2012     | 1ATP01        |
| 3  | 3  | Dzień dziadków Grandparents Day                             | John Pasquin | Liz Astrof                           | 18 października 2011 | 29 sierpnia 2012     | 1ATP02        |
| 4  | 4  | Ostatnie prawdziwe Halloween Last Halloween Standing        | John Pasquin | Marsh McCall                         | 25 października 2011 | 29 sierpnia 2012     | 1ATP03        |
| 5  | 5  | Koedukacyjny softball Co-Ed Softball                        | John Pasquin | Kevin Hench                          | 1 listopada 2011     | 5 września 2012      | 1ATP04        |
| 6  | 6  | Dobry policjant, zły policjant Good Cop, Bad Cop            | John Pasquin | Eben Russell                         | 8 listopada 2011     | 5 września 2012      | 1ATP07        |
| 7  | 7  | Straż sąsiedzka Home Security                               | John Pasquin | Eben Russell                         | 15 listopada 2011    | 12 września 2012     | 1ATP05        |
| 8  | 8  | Domowe zasady House Rules                                   | John Pasquin | Andy Gordon                          | 22 listopada 2011    | 12 września 2012     | 1ATP08        |
| 9  | 9  | Zgadnij kto przyjdzie na obiad Guess Who's Coming to Dinner | John Pasquin | Kevin Hench                          | 29 listopada 2011    | 19 września 2012     | 1ATP09        |
| 10 | 10 | Ostatni prawdziwe Boże Narodzenie Last Christmas Standing   | John Pasquin | Jack Burditt                         | 6 grudnia 2011       | 19 września 2012     | 1ATP10        |
| 11 | 11 | Pasja Mandy The Passion of the Mandy                        | John Pasquin | Marsh McCall                         | 13 grudnia 2011      | 26 września 2012     | 1ATP06        |
| 12 | 12 | Księżyc nad Kenią Moon Over Kenya                           | John Pasquin | Steve Baldikoski, Bryan Behar        | 3 stycznia 2012      | 26 września 2012     | 1ATP12        |
| 13 | 13 | Zatrudnij córkę Take Your Daughter to Work                  | John Pasquin | Joe Port, Joe Wiseman                | 10 stycznia 2012     | 3 października 2012  | 1ATP13        |
| 14 | 14 | Wykluczeni Odd Couple Out                                   | John Pasquin | Liz Astrof, Linda Videtti Figueiredo | 17 stycznia 2012     | 3 października 2012  | 1ATP11        |
| 15 | 15 | Nienawiedzony dom House of Spirits                          | John Pasquin | Liz Astrof, Linda Videtti Figueiredo | 7 lutego 2012        | 10 października 2012 | 1ATP16        |
| 16 | 16 | Walka o drzewo Tree of Strife                               | John Pasquin | Kevin Hench                          | 7 lutego 2012        | 10 października 2012 | 1ATP14        |
| 17 | 17 | Adrenalina Adrenaline                                       | John Pasquin | Andy Gordon                          | 17 lutego 2012       | 17 października 2012 | 1ATP15        |
| 18 | 18 | Baxter i synowie Baxter & Sons                              | John Pasquin | Kim Flagg, Marsh McCall              | 21 lutego 2012       | 17 października 2012 | 1ATP17        |
| 19 | 19 | Nie zdrowe dowcipy Ding Dong Ditch                          | John Pasquin | Jon Haller                           | 28 lutego 2012       | 24 października 2012 | 1ATP18        |
| 20 | 20 | Ratujmy zwierzęta Animal Wrongs                             | John Pasquin | Marsh McCall                         | 20 marca 2012        | 24 października 2012 | 1ATP19        |
| 21 | 21 | Czekając na Mike’a Wherefore Art Thou, Mike Baxter          | John Pasquin | Kevin Hench                          | 10 kwietnia 2012     | 31 października 2012 | 1ATP20        |
| 22 | 22 | Druga młodość This Bud's For You                            | John Pasquin | Steve Baldikoski, Bryan Behar        | 17 kwietnia 2012     | 31 października 2012 | 1ATP22        |
| 23 | 23 | Na świeczniku The Spotlight                                 | John Pasquin | Eben Russell                         | 1 maja 2012          | 7 listopada 2012     | 1ATP23        |
| 24 | 24 | Pieniądze to nie wszystko Found Money                       | John Pasquin | Andy Gordon                          | 8 maja 2012          | 7 listopada 2012     | 1ATP21        |

## Sezon 2 (2012-2013)
Premierowe odcinki 2 sezonu Ostatni prawdziwy mężczyzna w Polsce będą emitowane od 23 października 2013 roku na kanale Fox Polska
| Nr | #  | Tytuł                                                | Reżyseria    | Scenariusz                              | Premiera ABC      | Premiera Fox Polska  | Kod produkcji |
| -- | -- | ---------------------------------------------------- | ------------ | --------------------------------------- | ----------------- | -------------------- | ------------- |
| 25 | 1  | Głosowanie Voting                                    | John Pasquin | Tim Doyle, Jon Haller                   | 2 listopada 2012  | 23 października 2013 | 2ATP03        |
| 26 | 2  | Klub gry w dwa ognie Dodgeball Club                  | John Pasquin | Kevin Hench                             | 9 listopada 2012  | 23 października 2013 | 2ATP01        |
| 27 | 3  | Wysokie oczekiwanie High Expectations                | John Pasquin | Michael Shipley                         | 16 listopada 2012 | 24 października 2013 | 2ATP07        |
| 28 | 4  | Podwójnie była żona Eda Ed's Twice Ex-Wife           | John Pasquin | Sarah Jane Cunningham, Suzie V. Freeman | 23 listopada 2012 | 24 października 2013 | 2ATP02        |
| 29 | 5  | Protest Mother Fracker                               | John Pasquin | Ed Yeager                               | 30 listopada 2012 | 28 października 2013 | 2ATP06        |
| 30 | 6  | Krąg życia Circle of Life                            | John Pasquin | Vince Calandra                          | 7 grudnia 2012    | 28 października 2013 | 2ATP04        |
| 31 | 7  | Zamach na Boże Narodzenie Putting a Hit on Christmas | John Pasquin | Mike Teverbaugh                         | 14 grudnia 2012   | 29 października 2013 | 2ATP08        |
| 32 | 8  | Łobuzerka Bullying                                   | John Pasquin | Kevin Hench                             | 4 stycznia 2013   | 29 października 2013 | 2ATP05        |
| 33 | 9  | Atrakcyjna pani architekt Attractive Architect       | John Pasquin | Mike Teverbaugh                         | 11 stycznia 2013  | 30 października 2013 | 2ATP12        |
| 34 | 10 | Pomoc domowa The Help                                | John Pasquin | Ed Yeager                               | 18 stycznia 2013  | 30 października 2013 | 2ATP13        |
| 35 | 11 | Flaga Mike’a Mike's Pole                             | John Pasquin | Vince Calandra                          | 1 lutego 2013     | 31 października 2013 | 2ATP11        |
| 36 | 12 | Mój chłopak bejsbolista Quarterback Boyfriend        | John Pasquin | Sid Youngers                            | 8 lutego 2013     | 31 października 2013 | 2ATP09        |
| 37 | 13 | Sedno tkwi w nazwisku What's in a Name?              | John Pasquin | Kevin Hench                             | 15 lutego 2013    | 4 listopada 2013     | 2ATP14        |
| 38 | 14 | Dzień Buffalo Bill Buffalo Bill Day                  | John Pasquin | Julie Larson                            | 22 lutego 2013    | 4 listopada 2013     | 2ATP10        |
| 39 | 15 | Godzina policyjna Breaking Curfew                    | John Pasquin | Vince Calandra                          | 1 marca 2013      | 5 listopada 2013     | 2ATP15        |
| 40 | 16 | Trener osobisty Private Coach                        | John Pasquin | Ed Yeager                               | 8 marca 2013      | 5 listopada 2013     | 2ATP16        |
| 41 | 17 | Walka The Fight                                      | John Pasquin | Michael Shipley                         | 15 marca 2013     | 6 listopada 2013     | 2ATP17        |
| 42 | 18 | Studentka College Girl                               | John Pasquin | Sarah Jane Cunningham, Suzie V. Freeman | 22 marca 2013     | 6 listopada 2013     | 2ATP18        |

## Sezon 3 (2013-2014)
| Nr | #  | Tytuł                                        | Reżyseria              | Scenariusz                               | Premiera ABC         | Premiera Fox Polska | Kod produkcji |
| -- | -- | -------------------------------------------- | ---------------------- | ---------------------------------------- | -------------------- | ------------------- | ------------- |
| 43 | 1  | Powrót do szkoły Back to School              | John Pasquin           | Kevin Hench                              | 20 września 2013     | 12 lutego 2015      | 3ATP01        |
| 44 | 2  | Lekcja jazdy Driving Lessons                 | John Pasquin           | Mike Teverbaugh                          | 27 września 2013     | 12 lutego 2015      | 3ATP02        |
| 45 | 3  | Ślubowanie Pledging                          | John Pasquin           | Michael Shipley                          | 4 października 2013  | 13 lutego 2015      | 3ATP03        |
| 46 | 4  | Rayan kontra John Baker Ryan v. John Baker   | John Pasquin           | Ed Yeager                                | 11 października 2013 | 13 lutego 2015      | 3ATP04        |
| 47 | 5  | Dom w którym straszy Haunted House Last Man  | Jonathan Taylor Thomas | Amy Mass                                 | 18 października 2013 | 16 lutego 2015      | 3ATP05        |
| 48 | 6  | Larabee na kuratora Larabee for School Board | John Pasquin           | Vince Calandra                           | 1 listopada 2013     | 16 lutego 2015      | 3ATP06        |
| 49 | 7  | Odśnieżanie Shoveling Snow                   | John Pasquin           | Mike Haukom                              | 8 listopada 2013     | 17 lutego 2015      | 3ATP07        |
| 50 | 8  | Vanesa naprawia Kyle’a Vanessa Fixes Kyle    | John Pasquin           | Kevin Abbott                             | 15 listopada 2013    | 17 lutego 2015      | 3ATP09        |
| 51 | 9  | Święto dziękczynienia Thanksgiving           | Ted Wass               | Vince Calandra                           | 22 listopada 2013    | 18 lutego 2015      | 3ATP08        |
| 52 | 10 | Dawanie klapsów Spanking                     | John Pasquin           | Miriam Tragdon, Gracie Charters          | 6 grudnia 2013       | 18 lutego 2015      | 3ATP10        |
| 53 | 11 | Elfy Elfie                                   | Ted Wass               | Maisie Culver, Bryan Larrivee, D.J. Ryan | 13 grudnia 2013      | 19 lutego 2015      | 3ATP10        |
| 54 | 12 | Wszystko o Eve All About Eve                 | John Pasquin           | Kevin Hench                              | 10 stycznia 2014     | 19 lutego 2015      | 3ATP12        |
| 55 | 13 | Wychować Boyda Breaking Boyd                 | John Pasquin           | Lisa K. Nelson                           | 17 stycznia 2014     | 20 lutego 2015      | 3ATP13        |
| 56 | 14 | Zmiana nazwy szkoły Renaming Boyd's School   | John Pasquin           | Jonathan Haller                          | 24 stycznia 2014     | 20 lutego 2015      | 3ATP14        |
| 57 | 15 | Paralizator Tasers                           | John Pasquin           | Sid Youngers                             | 31 stycznia 2014     | 23 lutego 2015      | 3ATP15        |
| 58 | 16 | Zaradny Muffin Stud Muffin                   | Ted Wass               | Tim Doyle                                | 28 lutego 2014       | 23 lutego 2015      | 3ATP16        |
| 59 | 17 | Chłopak Eve Eve's Boyfriend                  | John Pasquin           | Mike Haukom                              | 7 marca 2014         | 24 lutego 2015      | 3ATP18        |
| 60 | 18 | Projekt Mandy Project Mandy                  | John Pasquin           | Mike Haukom                              | 28 marca 2014        | 24 lutego 2015      | 3ATP17        |
| 61 | 19 | Twardziel Hard-Ass Teacher                   | Jonathan Taylor Thomas | Mike Teverbaugh                          | 4 kwietnia 2014      | 25 lutego 2015      | 3ATP19        |
| 62 | 20 | Opieka nad Budem Parenting Bud               | John Pasquin           | Vince Calandra                           | 11 kwietnia 2014     | 25 lutego 2015      | 3ATP20        |
| 63 | 21 | Wizyta April April, Come She Will            | John Pasquin           | Kevin Hench                              | 18 kwietnia 2014     | 26 lutego 2015      | 3ATP21        |
| 64 | 22 | Owcze rodeo Mutton Busting                   | Tim Doyle              | Michael Shipley                          | 25 kwietnia 2014     | 26 lutego 2015      | 3ATP22        |

## Sezon 4 (2014-2015)
10 maja 2014 roku, stacja ABC ogłosiła zamówienie czwartego sezonu serialu
| Nr | #  | Tytuł                                            | Reżyseria         | Scenariusz      | Premiera ABC         | Premiera Fox Polska  | Kod produkcji |
| -- | -- | ------------------------------------------------ | ----------------- | --------------- | -------------------- | -------------------- | ------------- |
| 65 | 1  | No to mamy kopacza Here’s the Kicker             | John Pasquin      | Michael Shipley | 3 października 2014  | 5 października 2015  | 4ATP01        |
| 66 | 2  | Gry wojenne War Games                            | Victor Gonzalez   | Kevin Hench     | 3 października 2014  | 6 października 2015  | 4ATP02        |
| 67 | 3  | Ameryka na nowo odkryta Rediscover America       | Victor Gonzalez   | Vince Calandra  | 10 października 2014 | 7 października 2015  | 4ATP03        |
| 68 | 4  | Zapadlisko Sinkhole                              | Joel Murray       | Vince Calandra  | 17 października 2014 | 8 października 2015  | 4ATP05        |
| 69 | 5  | Szkolna fuzja School Merger                      | John Pasquin      | Mike Teverbaugh | 24 października 2014 | 9 października 2015  | 4ATP06        |
| 70 | 6  | Mike doradza Mandy Mike Advises Mandy            | John Pasquin      | Ed Yeager       | 31 października 2014 | 12 października 2015 | 4ATP04        |
| 71 | 7  | Ciężka artyleria Big Shots                       | John Pasquin      | Joey Gutierrez  | 7 listopada 2014     | 13 października 2015 | 4ATP03        |
| 72 | 8  | Ryzykowne zachowanie Risky Behavior              | John Pasquin      | Mike Haukom     | 14 listopada 2014    | 14 października 2015 | 4ATP08        |
| 73 | 9  | Wymiana żarówek Changing Light Bulbs             | Ted Wass          | Lisa K. Nelson  | 21 listopada 2014    | 15 października 2015 | 4ATP09        |
| 74 | 10 | Nowa restauracja Outdoor Man Grill               | Ted Wass          | Tim Doyle       | 5 grudnia 2014       | 16 października 2015 | 4ATP10        |
| 75 | 11 | Weselne plany Wedding Planning                   | Robbie Countryman | Matt Berry      | 12 grudnia 2014      | 19 października 2015 | 4ATP11        |
| 76 | 12 | Sąsiadka Helen Potts                             | John Pasquin      | Amy Mass        | 9 stycznia 2015      | 20 października 2015 | 4ATP13        |
| 77 | 13 | Mike zatrudnia Chucka Mike Hires Chuck           | John Pasquin      | Mike Haukom     | 16 stycznia 2015     | 21 października 2015 | 4ATP12        |
| 78 | 14 | Eve zrywa z chłopakiem Eve's Breakup             | John Pasquin      | Michael Shipley | 30 stycznia 2015     | 22 października 2015 | 4ATP14        |
| 79 | 15 | Wielki brat Big Brother                          | John Pasquin      | Lisa K. Nelson  | 6 lutego 2015        | 23 października 2015 | 4ATP15        |
| 80 | 16 | Trzy niedziele Three Sundays (AKA Kyle's Friend) | Victor Gonzalez   | Vince Calandra  | 20 lutego 2015       | 26 października 2015 | 4ATP16        |
| 81 | 17 | Przyjaciel Kyle’a Kyle's friend                  | Victor Gonzalez   | Joey Gutierrez  | 27 lutego 2015       | 27 października 2015 | 4ATP17        |
| 82 | 18 | Impreza Mandy Mandy's Party                      | Victor Gonzalez   | Matt Berry      | 13 marca 2015        | 28 października 2015 | 4ATP18        |
| 83 | 19 | Letni staż Summer Internship                     | Victor Gonzalez   | Maisie Culver   | 20 marca 2015        | 29 października 2015 | 4ATP19        |
| 84 | 20 | Otwarcie restauracji Restaurant Opening          | Victor Gonzalez   | Gracie Charters | 3 kwietnia 2015      | 30 października 2015 | 4ATP20        |
| 85 | 21 | Vanessa swata Eve Vanessa Fixes Up Eve           | Tim Doyle         | Ed Yeager       | 10 kwietnia 2015     | 2 listopada 2015     | 4ATP21        |
| 86 | 22 | Najdroższy tatko Daddy Dearest                   | Robbie Countryman | Mike Teverbaugh | 17 kwietnia 2015     | 3 listopada 2015     | 4ATP22        |

## Sezon 5 (2015-2016)
11 maja 2015 roku, stacja ABC ogłosiła zamówienie piątego sezonu serialu
| №   | #  | Tytuł                                          | Reżyseria              | Scenariusz            | Premiera (ABC)       | Premiera (Fox Comedy) |
| --- | -- | ---------------------------------------------- | ---------------------- | --------------------- | -------------------- | --------------------- |
| 87  | 1  | 'Powrót wilka' The Wolf Returns,               | John Pasquin           | Michael Shipley       | 25 września 2015     | 19 lipca 2016         |
| 88  | 2  | 'Wyluzowani rodzice' Free Range Parents        | Victor Gonzalez        | Ed Yeager             | 2 października 2015  | 19 lipca 2016         |
| 89  | 3  | 'Ping pong' Ping–pong                          | Victor Gonzalez        | Kevin Hench           | 9 października 2015  | 26 lipca 2016         |
| 90  | 4  | 'Edukacja Boyda' Educating Boyd                | Victor Gonzalez        | Mike Haukom           | 16 października 2015 | 26 lipca 2016         |
| 91  | 5  | 'Droga mniej uczęszczana' The Road Less Driven | John Pasquin           | Jon Haller            | 23 października 2015 | 2 sierpnia 2016       |
| 92  | 6  | 'Halloween' Halloween                          | Victor Gonzalez        | Mike Teverbaugh       | 30 października 2015 | 2 sierpnia 2016       |
| 93  | 7  | 'Pod skrzydłami taty' The Dad Hat              | Victor Gonzalez        | Maisie Culver         | 6 listopada 2015     | 9 sierpnia 2016       |
| 94  | 8  | 'Wielkie piżama party' The Big Sleepover       | Victor Gonzalez        | Sid Youngers          | 13 listopada 2015    | 9 sierpnia 2016       |
| 95  | 9  | 'Lista wdzięczności' The Gratitude List        | John Pasquin           | Richard Brandon Manus | 20 listopada 2015    | 16 sierpnia 2016      |
| 96  | 10 | 'Trener' The Puck Stops Here                   | Victor Gonzalez        | Kevin Hench           | 4 grudnia 2015       | 16 sierpnia 2016      |
| 97  | 11 | 'Dar mędrca' Gift of the Wise Man              | Robbie Countryman      | Kevin Abbott          | 11 grudnia 2015      | 23 sierpnia 2016      |
| 98  | 12 | 'Bieg polarny' Polar Run                       | Victor Gonzalez        | Joey Gutierrez        | 8 stycznia 2016      | 23 sierpnia 2016      |
| 99  | 13 | 'Mike i mechanicy' Mike and the Mechanics      | Robbie Countryman      | Mike Haukom           | 15 stycznia 2016     | 30 sierpnia 2016      |
| 100 | 14 | 'Pierścionek' The Ring                         | Victor Gonzalez        | Ed Yeager             | 29 stycznia 2016     | 30 sierpnia 2016      |
| 101 | 15 | 'Kredyt na nowy dom' Home Sweet Loan           | Victor Gonzalez        | Dylan Tanous          | 5 lutego 2016        | 7 września 2016       |
| 102 | 16 | 'Kapela Eve' Eve's Band                        | Jonathan Taylor Thomas | Michael Shipley       | 19 lutego 2016       | 7 września 2016       |
| 103 | 17 | 'Dzięki za wspomnienia' Tanks for the Memories | Victor Gonzalez        | Mike Teverbaugh       | 26 lutego 2016       | 14 września 2016      |
| 104 | 18 | 'Męska szopa, damska szopa' He Shed She Shed   | Victor Gonzalez        | Lisa K. Nelson        | 11 marca 2016        | 14 września 2016      |
| 105 | 19 | 'Alpinistka' Outdoor Woman                     | Victor Gonzalez        | Pat Bullard           | 18 marca 2016        | 21 września 2016      |
| 106 | 20 | 'Tatuaż' Tattoo                                | Tim Allen              | Gracie Charters       | 8 kwietnia 2016      | 21 września 2016      |
| 107 | 21 | 'Małżeńska porada' The Marriage Doctor         | Tim Clark              | Lisa K. Nelson        | 15 kwietnia 2016     | 28 września 2016      |
| 108 | 22 | 'Na skróty' The Shortcut                       | Victor Gonzalez        | Matt Berry, Ed Yeager | 22 kwietnia 2016     | 28 września 2016      |

## Sezon 6 (2016-2017)
| №   | #  | Tytuł                                                                     | Reżyseria       | Scenariusz                   | Premiera (ABC)       | Premiera (Fox Comedy) |
| --- | -- | ------------------------------------------------------------------------- | --------------- | ---------------------------- | -------------------- | --------------------- |
| 109 | 1  | 'Niedźwiedź' Papa Bear                                                    | Victor Gonzalez | Michael Shipley              | 23 września 2016     | 4 lipca 2017          |
| 110 | 2  | 'Przedślubna impreza' Gameday Forecast: Showers                           | Victor Gonzalez | Kevin Abbott                 | 30 września 2016     | 4 lipca 2017          |
| 111 | 3  | 'Nie ma dymu bez ognia' Where There's Smoke, There's Ire                  | Victor Gonzalez | Lisa K. Nelson               | 7 października 2016  | 5 lipca 2017          |
| 112 | 4  | 'Boyd pozostanie Boydem' Boyd Will Be Boyd                                | Victor Gonzalez | Kevin Hench                  | 14 października 2016 | 5 lipca 2017          |
| 113 | 5  | 'Cukierek albo psikus' Trick or Treat                                     | Victor Gonzalez | Ed Yeager                    | 21 października 2016 | 6 lipca 2017          |
| 114 | 6  | 'Nowe miejsce dla jednego z naszych' A New Place for One of Our People    | Victor Gonzalez | Mike Teverbaugh              | 4 listopada 2016     | 6 lipca 2017          |
| 115 | 7  | 'Panna młoda z piekła rodem kontra Baxterowie' Bridezilla Vs. The Baxters | Victor Gonzalez | Maisie Culver                | 11 listopada 2016    | 7 lipca 2017          |
| 116 | 8  | 'Samochód mojego ojca' My Father the Car                                  | Victor Gonzalez | Jon Haller                   | 18 listopada 2016    | 7 lipca 2017          |
| 117 | 9  | 'Drogocenne płatki śniegu' Precious Snowflake                             | Victor Gonzalez | Mike Haukom                  | 2 grudnia 2016       | 10 lipca 2017         |
| 118 | 10 | 'Potrzebna pomoc' Help Wanted                                             | Victor Gonzalez | Sid Youngers                 | 9 grudnia 2016       | 10 lipca 2017         |
| 119 | 11 | 'Na imię mi Rob' My Name is Rob                                           | Victor Gonzalez | Matt Berry                   | 16 grudnia 2016      | 11 lipca 2017         |
| 120 | 12 | 'Trzy siostry' Three Sisters                                              | Victor Gonzalez | Holly Hester                 | 6 stycznia 2017      | 11 lipca 2017         |
| 121 | 13 | 'Odkrywcy' Explorers                                                      | Tim Clark       | Mike Teverbaugh              | 13 stycznia 2017     | 12 lipca 2017         |
| 122 | 14 | 'Podzielony dom' A House Divided                                          | Victor Gonzalez | Michael Shipley              | 20 stycznia 2017     | 12 lipca 2017         |
| 123 | 15 | 'Złota rączka' The Fixer                                                  | Victor Gonzalez | Jon Haller                   | 27 stycznia 2017     | 13 lipca 2017         |
| 124 | 16 | 'Moc' The Force                                                           | Jean Sagal      | Kevin Hench                  | 3 lutego 2017        | 13 lipca 2017         |
| 125 | 17 | 'Biblioteka dla przyjaciół' The Friending Library                         | Tim Allen       | Pat Bullard                  | 17 lutego 2017       | 14 lipca 2017         |
| 126 | 18 | 'Zabierz mnie do kościoła' Take Me to Church                              | Victor Gonzalez | Jon Haller, Maisie Culver    | 24 lutego 2017       | 14 lipca 2017         |
| 127 | 19 | 'Korepetycje' House of Tutor                                              | Victor Gonzalez | Dylan Tanous                 | 10 marca 2017        | 17 lipca 2017         |
| 128 | 20 | 'Pan Złota Rączka' Heavy Meddle (FKA The Butterfly Effect)                | Victor Gonzalez | Richard Brandon Manus        | 17 marca 2017        | 17 lipca 2017         |
| 129 | 21 | 'Zły dzień' Bad Heir Day (FKA Trailer of Tears)                           | Victor Gonzalez | Ed Yeager, Lisal K. Nelson   | 24 marca 2017        | 18 lipca 2017         |
| 130 | 22 | 'Rodzinny boks' Shadowboxing                                              | Victor Gonzalez | Michael Shipley, Mike Haukom | 31 marca 2017        | 18 lipca 2017         |

## Sezon 7 (2018-2019)
| Nr  | #  | Tytuł                                                  | Reżyseria         | Scenariusz                               | Premiera FOX         | Premiera         |
| --- | -- | ------------------------------------------------------ | ----------------- | ---------------------------------------- | -------------------- | ---------------- |
| 131 | 1  | Witaj, Baxter Welcome Baxter                           | John Pasquin      | Kevin Abbott                             | 28 września 2018     | 7 stycznia 2019  |
| 132 | 2  | Człowiek i jego legenda Man vs. Myth                   | John Pasquin      | Matt Berry                               | 5 października 2018  | 7 stycznia 2019  |
| 133 | 3  | Mike dostaje za swoje Giving Mike the Business         | John Pasquin      | Jon Haller                               | 12 października 2018 | 8 stycznia 2019  |
| 134 | 4  | Narzeczona żartownisia Bride of Pranksenstein          | Jean Sagal        | Claire Mulaney                           | 19 października 2018 | 8 stycznia 2019  |
| 135 | 5  | 'Lot nad pustym gniazdem' One Flew Into the Empty Nest | Andy Cadiff       | Ed Yeager                                | 2 listopada 2018     | 9 stycznia 2019  |
| 136 | 6  | 'Mama w zalotach' The Courtship of Vanessa's Mother    | Andy Cadiff       | Mike Teverbaugh, Linda Teverbaugh        | 9 listopada 2018     | 9 stycznia 2019  |
| 137 | 7  | 'Marzenia a rzeczywistość' Three for the Road          | Jean Sagal        | Jacob Brown                              | 16 listopada 2018    | 10 stycznia 2019 |
| 138 | 8  | Problemy kadrowe HR's Rough n' Stuff                   | Victor Gonzalez   | Josh Greenberg                           | 7 grudnia 2018       | 10 stycznia 2019 |
| 139 | 9  | Prezent od Mike'a The Gift of the Mike Guy             | Robbie Countryman | Jon Haller                               | 14 grudnia 2018      | 11 stycznia 2019 |
| 140 | 10 | W drogę Three for the Road                             | Dave Cove         | Jordan Black                             | 4 stycznia 2019      | 12 kwietnia 2019 |
| 141 | 11 | Porozumienie Common Ground                             | Phill Lewis       | Pat Bullard                              | 11 stycznia 2019     | 12 kwietnia 2019 |
| 142 | 12 | Ciśnienie Cabin Pressure                               | Victor Gonzalez   | Mike Teverbaugh, Linda Teverbaugh        | 1 lutego 2019        | 12 kwietnia 2019 |
| 143 | 13 | Najlepszy drużba The Best Man                          | Victor Gonzalez   | Matt Berry                               | 15 lutego 2019       | 12 kwietnia 2019 |
| 144 | 14 | Skłócone rodzeństwo Sibling Quibbling                  | Victor Gonzalez   | Josh Greenberg                           | 15 lutego 2019       | 12 kwietnia 2019 |
| 145 | 15 | Powstrzymaj ją Arrest Her Development                  | Victor Gonzalez   | Erin Berry                               | 22 lutego 2019       | 26 kwietnia 2019 |
| 146 | 16 | Urban Exploring                                        | Victor Gonzalez   | Jordan Black                             | 1 marca 2019         | 26 kwietnia 2019 |
| 147 | 17 | Cards on the Table                                     | Victor Gonzalez   | Jacob Brown                              | 8 marca 2019         | 26 kwietnia 2019 |
| 149 | 18 | Otherwise Engaged                                      | Victor Gonzalez   | Tommy Wright, Brett Isaacson, TJ Martell | 15 marca 2019        | 26 kwietnia 2019 |
| 149 | 19 | The Passion of Paul                                    | Tim Allen         | Pat Bullard                              | 22 marca 2019        | 3 maja 2019      |
| 150 | 20 | Yass Queen                                             | Tim Clark         | Kevin Hench                              | 19 kwietnia 2019     | 3 maja 2019      |
| 151 | 21 | The Favourite                                          | Jean Sagal        | Ed Yeager                                | 3 maja 2019          | 10 maja 2019     |
| 152 | 22 | A Moving Finale                                        | Victor Gonzalez   | Kevin Abbott                             | 10 maja 2019         | 17 maja 2019     |

## Sezon 8 (2020)
| Nr  | #  | Tytuł                                                | Reżyseria           | Scenariusz                               | Premiera FOX     | Premiera         |
| --- | -- | ---------------------------------------------------- | ------------------- | ---------------------------------------- | ---------------- | ---------------- |
| 153 | 1  | Bez opieki rodzicielskiej No Parental Guidance       | Andy Cadiff         | Kevin Abbott                             | 2 stycznia 2020  | 27 kwietnia 2020 |
| 154 | 2  | Kij w szprychy Wrench in the Works                   | Andy Cadiff         | Jon Haller                               | 2 stycznia 2020  | 28 kwietnia 2020 |
| 155 | 3  | Ja, ty i my Yours, Wine, and Ours                    | Victor Gonzalez     | Mike Teverbaugh, Linda Teverbaugh        | 9 stycznia 2020  | 29 kwietnia 2020 |
| 156 | 4  | Chłopiec czy dziewczynka You’ve Got Male (or Female) | Victor Gonzalez     | Kevin Hench                              | 9 stycznia 2020  | 30 kwietnia 2020 |
| 157 | 5  | Biuro The Office                                     | Victor Gonzalez     | Pat Bullard                              | 16 stycznia 2020 | 1 maja 2020      |
| 158 | 6  | W przedziwny sposób Mysterious Ways                  | Victor Gonzalez     | Matt Berry                               | 16 stycznia 2020 | 4 maja 2020      |
| 159 | 7  | Bajka na dobranoc Bedtime Story                      | Robbie Countryman   | Josh Greenberg                           | 23 stycznia 2020 | 5 maja 2020      |
| 160 | 8  | Miłość i kamienie nerkowe Romancing the Stone        | Robbie Countryman   | Mackenzie Yeager                         | 30 stycznia 2020 | 6 maja 2020      |
| 161 | 9  | Dziewczyny górą Girls Rock                           | Dave Cove           | Claire Mulaney                           | 6 lutego 2020    | 7 maja 2020      |
| 162 | 10 | Inauguracja kampanii Break Out the Campaign          | Tim Allen           | Jordan Black                             | 13 lutego 2020   | 8 maja 2020      |
| 163 | 11 | Spalone wypieki Baked Sale                           | Andy Cadiff         | Jenny Yang                               | 20 lutego 2020   | 11 maja 2020     |
| 164 | 12 | Zabawa w swata I'm with Cupid                        | Andy Cadiff         | Jacob Brown                              | 27 lutego 2020   | 12 maja 2020     |
| 165 | 13 | Pierwszy egzamin Student Doubt                       | Leslie Kolins Small | Pat Bullard                              | 5 marca 2020     | 13 maja 2020     |
| 166 | 14 | Święto wędkarzy This Too Shall Bass                  | Andy Cadiff         | Erin Berry                               | 12 marca 2020    | 11 maja 2020     |
| 167 | 15 | Mistrzowskie chili Chili Chili Bang Bang             | Victor Gonzalez     | Jon Haller                               | 19 marca 2020    | 15 maja 2020     |
| 168 | 16 | Pajączek Along Came a Spider                         | Victor Gonzalez     | Ed Yeager                                | 26 marca 2020    | 18 maja 2020     |
| 169 | 17 | Reszty nie trzeba Keep the Change                    | Victor Gonzalez     | Mike Teverbaugh & Linda Teverbaugh       | 2 kwietnia 2020  | 19 maja 2020     |
| 170 | 18 | Garażowy zespół Garage Band                          | Amanda Fuller       | Josh Greenberg                           | 9 kwietnia 2020  | 20 maja 2020     |
| 171 | 19 | Rodzinne kręgle The Big LeBaxter                     | Andy Cadiff         | Erin Berry                               | 16 kwietnia 2020 | 21 maja 2020     |
| 172 | 20 | Tajemnica poliszynela Extrasensory Deception         | Victor Gonzalez     | Tommy Wright, Brett Isaacson, TJ Martell | 23 kwietnia 2020 | 22 maja 2020     |
| 173 | 21 | Smak naleśników How You Like Them Pancakes?          | Victor Gonzalez     | Jacob Brown                              | 30 kwietnia 2020 | 25 maja 2020     |